# Hugh Banton
Hugh Robert Banton (Yeovil, aprile 1949) è un organista britannico.
È conosciuto per lo più per la sua appartenenza al gruppo di rock progressivo dei Van Der Graaf Generator, del quale fu membro per la maggior parte degli anni settanta e per la loro reunion del 2005.

## La carriera
Banton ha studiato pianoforte ed organo presso la Cattedrale di Wakefield, mentre frequentava la  Scuola di Silcoates nello Yorkshire diretta dal Dott. Percy G. Saunders. Ha poi lavorato nella BBC per diventare ingegnere televisivo, prima di congiungersi ai VdGG nel maggio del 1968.  Con questo gruppo ha suonato organi Farfisa ed Hammond, aggiungendo ad essi una vasta gamma di effetti sonori. Più tardi avrebbe modificato un Hammond E112 per permetterne l'amplificazione separata, con effetti diversi per le  due tastiere e per il pedale e aggiungendo un'unità di riverbero remota. Con il gruppo in studio ha suonato anche pianoforte e basso elettrico.  
Nel 1975 ha cominciato a costruire un organo basato su un Hammond con l'aggiunta di  oscillatori elettronici per avvicinarne il suono a quello di un organo a canne.  
Banton ha lasciato i VdGG alla fine del 1976 per lavorare allo sviluppo, disegno ed installazione di organi da chiesa elettronici per la società  Makin Organs ad Oldham nel Lancashire. Nel 1992 ha fondato la società Organ Workshop, a Lymm nel Cheshire.   
Banton ha continuato a collaborare ad incisioni dei primi membri dei VdGG, ed ora fa parte del gruppo ricostituitosi nel 2005 con Peter Hammill e Guy Evans.

## Discografia

### Da solista
- J.S. Bach - The Goldberg Variations (organ) (2003)
- Gustav Holst - The Planets (organ) (2009)

### Collaborazioni
- Fool's Mate (Peter Hammill) (1971)
- Chameleon in the Shadow of the Night (Peter Hammill) (1973)
- The Long Hello (Hugh Banton, Guy Evans, David Jackson, Nic Potter) (1973)
- The Silent Corner and the Empty Stage (Peter Hammill) (1974)
- Nadir's Big Chance (Peter Hammill) (1975)
- Psi-Fi (Seventh Wave) (1975)
- The Love Songs (Peter Hammill) (1984)
- Skin (Peter Hammill) (1986)
- Gentlemen Prefer Blues (Guy Evans, David Jackson) (1986)
- Now and Then (1988 - brani ripresi da Gentlemen Prefer Blues con due pezzi da Time Vaults)
- Everyone You Hold (Peter Hammill) (1997)
- The Union Chapel Concert (Guy Evans, Peter Hammill) (1997)
- Curly's Airships (Judge Smith) (2000)